# Jarabacoa (kommun)
Jarabacoa är en kommun i Dominikanska republiken.   Den ligger i provinsen La Vega, i den centrala delen av landet, 100 km nordväst om huvudstaden Santo Domingo. Antalet invånare 
i kommunen är cirka 59 000.
Följande samhällen finns i Jarabacoa:
- Jarabacoa